# 13. Kavallerie-Brigade (Deutsches Kaiserreich)
Die 13. Kavallerie-Brigade war ein Großverband der Preußischen Armee.

## Geschichte
Die 13. Kavallerie-Brigade wurde am 5. November 1816 als Kavallerie-Brigade der Truppen-Brigade im westfälischen Münster aufgestellt, am 5. September 1818 Kavallerie-Brigade der 13. Division und am 22. Dezember 1819 in 13. Kavallerie-Brigade umbenannt. Bis zum Ausbruch des Ersten Weltkrieges war sie Teil der 14. Division mit Sitz in Düsseldorf, die dem VII. Armee-Korps in Münster zugeordnet war. Mit Kriegsbeginn wurde sie bis zum 23. Februar 1918 Teil der 9. Kavallerie-Division und gehörte anschließend bis zum Ende des Krieges zur Garde-Kavallerie-Division. Die 9. Kavallerie-Division unterstand dem Höheren Kavallerie-Kommando Nr. 2, befehligt von General Georg von der Marwitz.

### Gliederung
- 1820 bis 1832

Kürassier-Regiment „von Driesen“ (Westfälisches) Nr. 4 und 2. Westfälisches Husaren-Regiment Nr. 11
- 1833 bis 1849

11. Husaren-Regiment und Thüringisches Ulanen-Regiment Nr. 6
- 1850

4. Kürassier-Regiment, 3. Husaren-Regiment
- 1851

4. Kürassier-Regiment, Husaren-Regiment „Kaiser Nikolaus II. von Russland“ (1. Westfälisches) Nr. 8
- 1852 bis 1866

wie vor, zusätzlich 4. schweres Landwehr-Reiter-Regiment und 8. Landwehr-Husaren-Regiment
- 1867

1. Westfälisches Husaren-Regiment Nr. 8, 2. Hannoversches Ulanen-Regiment Nr. 14 und die beiden Landwehr-Regimenter
- 1868 bis 1869

wie vor, ohne die beiden Landwehr-Regimenter
- 1871 bis 1914

wie 1851
- Kriegsgliederung bei Mobilmachung 1914

wie vor

### Deutsch-Dänischer Krieg 1864
Im Deutsch-Dänischen Krieg war die Brigade unter Führung des Generals Eduard von Hobe an den Kämpfen beteiligt.

### Deutscher Krieg 1866
Im Krieg Preußens gegen das Kaisertum Österreich nahm die Brigade an den Kämpfen teil.

### Deutsch-Französischer Krieg 1870/1871
Im Krieg gegen Frankreich war die Brigade im Verband der 13. Division an den Kämpfen beteiligt.

### Erster Weltkrieg
Mit Beginn des Krieges war die Brigade im Verband der 9. Kavallerie-Division an den Kämpfen an der Westfront eingesetzt, bis sie Mitte November 1914 an die Ostfront verlegt wurde. Der Brigadestab fungierte ab Herbst 1915 im besetzten Polen als Kavallerie-Inspektion. Zu den Kampfhandlungen, Gefechten und Schlachten siehe Kampfgeschehen der 9. Kavallerie-Division.

### Brigadekommandeure
| Name                                                      | Datum                                     |
| --------------------------------------------------------- | ----------------------------------------- |
| Ludwig Adolf Wilhelm von Lützow                           | 5. November 1816 bis 29. März 1830        |
| Ferdinand von Arnim                                       | 30. März 1830 bis 5. Mai 1830             |
| Karl Leberecht Friedrich Baron von Krafft                 | 6. Mai 1830 bis 29. März 1831             |
| Ludwig von Sohr                                           | 30. März 1831 bis 29. März 1838           |
| Ludwig Roth von Schreckenstein                            | 30. März 1838 bis 8. März 1848            |
| Waldemar von Preußen                                      | 9. März 1848 bis 27. August 1849          |
| Friedrich Adolf von Willisen                              | 28. August 1849 bis 17. September 1849    |
| Oberst Graf zu Solms-Laubach                              | 18. September 1849 bis 10. September 1851 |
| Friedrich zu Solms-Rödelheim                              | 11. September 1851 bis 12. Januar 1853    |
| Philipp von Croÿ                                          | 13. Januar 1853 bis 4. November 1857      |
| Karl Albert von Rudolphi                                  | 5. November 1857 bis 21. November 1858    |
| Eduard von Hobe                                           | 22. November 1858 bis 24. März 1863       |
| Alexander von Tresckow                                    | 25. März 1863 bis 17. April 1868          |
| Hermann von Rantzau                                       | 18. April 1868 bis 27. Juli 1868          |
| Siegmar zu Dohna-Schlobitten                              | 28. Juli 1868 bis 11. April 1873          |
| Friedrich Wilhelm Walther Graf von der Groeben            | 12. April 1873 bis 11. Juli 1873          |
| Georg von Brandenstein                                    | 12. Juli 1873 bis 24. September 1880      |
| Friedrich Baltzer von Strantz                             | 25. September 1880 bis 7. März 1883       |
| Benno von Studnitz                                        | 8. März 1883 bis 13. Februar 1885         |
| Adolf von Bülow                                           | 14. Februar 1885 bis 1. April 1889        |
| Friedrich von Maltzan Freiherr von Wartenberg und Penzlin | 2. April 1889 bis 16. Juni 1893           |
| Hans von Tresckow                                         | 17. Juni 1893 bis 17. April 1895          |
| Karl Levin von Uslar                                      | 18. April 1895 bis 14. Juni 1898          |
| Ernst von Natzmer                                         | 15. Juni 1898 bis 15. Februar 1901        |
| Ludwig Maximilian von Biegeleben                          | 16. Februar 1901 bis 21. April 1902       |
| Friedrich von Rauch                                       | 22. April 1902 bis 20. Juli 1906          |
| Ferdinand Graf von Brühl                                  | 21. Juli 1906 bis 21. März 1907           |
| Rudolf von Fries                                          | 22. März 1907 bis 21. April 1912          |
| Richard von der Schulenburg                               | 22. April 1912 bis 17. Februar 1913       |
| Paul Grünert                                              | 22. April 1912 bis 1. August 1914         |
| Paul Seiffert                                             | 2. August 1914 bis Kriegsende             |
| Heinrich von Albedyll                                     | 12. Januar 1919 (Demobilisierung)         |